# 2MASS J03544855-0027420
2MASS J03544855-0027420 ist ein Brauner Zwerg im Sternbild Eridanus. Er wurde 2004 von Gillian R. Knapp et al. entdeckt. Er gehört der Spektralklasse L2±1 an.